# Asesinato en el Orient Express
Asesinato en el Orient Express es una novela de misterio de la escritora británica Agatha Christie, protagonizada por el detective belga Hércules Poirot. Fue publicada por el Collins Crime Club el 1 de enero de 1934 y en Estados Unidos por Dodd, Mead and Company más tarde en el mismo año, con el título Murder in the Calais Coach.
El título que se le dio a la novela en Estados Unidos, Murder in the Calais Coach, se utilizó para evitar una confusión con la novela de 1932 de Graham Greene Stamboul Train, la cual fue publicada en Estados Unidos como Orient Express.
La edición británica se lanzó a la venta con un precio de siete chelines y seis peniques (7/6) y la versión estadounidense en dos dólares.
El detective privado Hércules Poirot recibe un telegrama en el que se le pide que cancele sus compromisos y regrese a Inglaterra lo antes posible, por lo que decide viajar en el Orient Express que parte esa noche. Durante el viaje, Poirot conoce a un estadounidense llamado Ratchett, al que vio en el hotel Tokatlian. Ratchett cree que su vida está en peligro y quiere contratar a Poirot, pero este se niega diciéndole a Ratchett que "no le gusta su cara".
Durante la segunda noche del viaje, el tren queda detenido a causa de una tormenta de nieve cerca de Vinkovci. Poirot se despierta varias veces por diversos ruidos e incidentes, incluyendo un grito procedente del compartimento de Ratchett. A la mañana siguiente, monsieur Bouc, viejo amigo de Poirot y director de la compañía que opera el Orient Express, le informa que Ratchett ha sido asesinado y le pide que se encargue de la investigación para evitar complicaciones con la policía yugoslava y Poirot acepta el caso.
Tras examinar el cuerpo de Ratchett y su compartimento, Poirot determina la verdadera identidad de Ratchett y posibles motivos para su asesinato. Unos años atrás, una niña de tres años llamada Daisy Armstrong fue secuestrada por un hombre llamado Cassetti. Cassetti asesinó a la niña, a pesar de recibir el rescate de la adinerada familia Armstrong. La conmoción por la muerte de la niña devastó a la familia, dando lugar a varias muertes y suicidios dentro de esta. Cassetti fue detenido, pero escapó del país tras ser absuelto. Se sospechó que Cassetti usó su considerable fortuna para manipular su juicio. Poirot concluye que Ratchett era en realidad Cassetti.
Durante su investigación, Poirot descubre que todos los pasajeros del vagón tenían relación con la familia Armstrong y, por tanto, un motivo para matar a Ratchett. Poirot propone dos posibles soluciones, dejando a monsieur Bouc decidir cuál presentar a las autoridades: la primera es que un desconocido subió al tren, asesinó a Ratchett y escapó. La segunda solución es que todos los viajeros del vagón están implicados, como un jurado autoproclamado, buscando hacer la justicia a la que Ratchett escapó en Estados Unidos.

## Argumento

### Los hechos
1. El famoso detective privado Hércules Poirot regresa al Reino Unido a bordo del Orient Express desde Estambul. En esa época del año, en pleno invierno, el tren suele ir casi vacío, pero en esa ocasión va inusualmente lleno y Poirot solo consigue una litera gracias a su amigo monsieur Bouc, director de la Compagnie Internationale des Wagons-Lits. Cuando un tal Sr. Harris no se presenta, Poirot ocupa su lugar, junto a un joven estadounidense llamado Héctor MacQueen. La segunda noche, Poirot consigue un compartimento para él solo, que le cede monsieur Bouc.

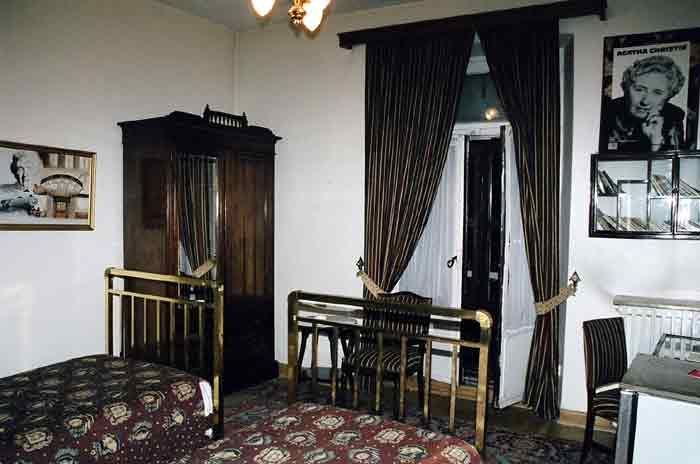
Habitación 411 del Pera Palace Hotel en Estambul, donde se cree que Agatha Christie escribió Asesinato en el Orient Express.

Durante el viaje, uno de los pasajeros, Mr. Ratchett, un millonario estadounidense, dice a Poirot que su vida está en peligro. Le muestra una pequeña pistola que lleva siempre consigo para protegerse. Quiere contratar a Poirot para que averigüe quién le está amenazando, pero Poirot se niega porque "no le gusta la cara" de Ratchett.
2. Esa noche, cerca de Vinkovci, unos veintitrés minutos antes de la 1:00 a. m., Poirot se despierta al oír un grito, que parece proceder del compartimento de al lado, ocupado por Ratchett. Cuando Poirot se asoma para ver que ocurre, observa al encargado del vagón, Pierre Michel, llamar a la puerta de Ratchett. Un hombre contesta en francés: Ce n'est rien. Je me suis trompé, que significa "No es nada. Me he equivocado" y el encargado se va a responder otra llamada. Poirot decide volver a la cama, pero no consigue dormirse porque el tren está parado e inusualmente tranquilo.
Mientras trata de volver a dormir, Poirot oye a otra pasajera, Mrs. Hubbard, tocar el timbre insistentemente. Poirot llama a Michel y le pide una botella de agua mineral, se entera de que Mrs. Hubbard cree que alguien ha entrado en su compartimento y que el tren ha quedado detenido a causa de una avalancha de nieve que ha bloqueado la vía. Poirot se despide de Michel y trata de volver a dormir, pero un golpe en su puerta le vuelve a despertar. Esta vez, cuando se asoma, todo está en silencio y solo ve a una mujer de espaldas que lleva un quimono escarlata, alejándose por el pasillo. A la mañana siguiente, Poirot es informado de que Ratchett ha sido asesinado, apuñalado doce veces mientras dormía. Monsieur Bouc le pide que se haga cargo de la investigación, ya que sabe que Poirot tiene experiencia con casos similares y todo lo que necesita para resolverlos es sentarse y reflexionar.

### Las pruebas

Uno de los comedores del Orient Express en la actualidad.

La puerta del compartimento de Ratchett estaba cerrada, encadenada por dentro y la ventana abierta. Algunas puñaladas son profundas, al menos tres son letales y otras son solo leves cortes. Además, algunas parecen hechas por una persona zurda y otras por una persona diestra. La pistola de Ratchett es encontrada debajo de su almohada, completamente cargada y un reloj de bolsillo encontrado en su pijama está destrozado y parado a la 1:15.
Poirot encuentra otras pistas en el compartimento de la víctima y en el tren, incluyendo un pañuelo de mujer con la inicial "H" bordada, un limpiapipas y el botón de un uniforme de encargado del tren. Estas pistas sugieren que el asesino o asesinos han sido algo descuidados, pero cada pista parece apuntar a un sospechoso distinto, lo que hace pensar que algunas han sido simuladas.
Al reconstruir un fragmento de una carta quemada, Poirot descubre que Ratchett era un fugitivo de los Estados Unidos llamado Cassetti. Cinco años antes, Cassetti secuestró a una niña de tres años llamada Daisy Armstrong. Aunque la familia Armstrong pago un cuantioso rescate, Cassetti asesinó a la niña y escapó del país con el dinero. La madre de Daisy, Sonia Armstrong, estaba otra vez embarazada cuando se enteró de la muerte de Daisy. El trauma le hizo dar a luz prematuramente y el niño y ella murieron. Su marido, el coronel Armstrong, se suicidó de un disparo, enloquecido por el dolor. La doncella, Susanne, fue considerada sospechosa por la policía y se suicidó tirándose por una ventana, tras lo cual se demostró que era inocente. Cassetti fue detenido, aunque sus recursos le permitieron ser absuelto por un simple tecnicismo y escapó del país para evitar ser perseguido posteriormente. Las pruebas aumentan y lo hacen en direcciones totalmente distintas, pareciendo que Poirot está siendo desafiado por un verdadero genio. Una prueba crucial, el quimono escarlata que una mujer desconocida llevaba puesto la noche del asesinato, aparece en la maleta de Poirot.

### La solución
Poirot descubre que algunos de los pasajeros tienen relación con la víctima y otros la tienen con la familia Armstrong. 
- Edward Masterman (británico) era el ordenanza del coronel Armstrong durante la Gran Guerra.
- El coronel Arbuthnot (británico residente en la India) era compañero y mejor amigo del coronel Armstrong.
- Mrs. Hubbard (estadounidense) es en realidad una actriz llamada Linda Arden (su verdadero nombre es Linda Goldenberg), la madre de Sonia Armstrong y abuela de Daisy y además madre de la condesa Andrenyi.
- La condesa Andrenyi (apellido de soltera Goldenberg) (húngara) es la hermana de Sonia Armstrong y tía de Daisy y además hija de Mrs. Hubbard, alias de Linda Goldenberg).
- La princesa Dragomiroff  (rusa) era la madrina de Sonia Armstrong.
- Miss Debenham (británica) era secretaria de Sonia Armstrong e institutriz de Daisy.
- Héctor MacQueen (estadounidense) era hijo del fiscal encargado del caso.
- Hildegarde Schmidt (alemana) era la cocinera de la familia Armstrong.
- Antonio Foscarelli (italiano) era el chófer de la familia Armstrong.
- Greta Ohlsson (sueca) era la niñera de Daisy.
- Pierre Michel (francés) es el padre de Susanne, la doncella de la familia Armstrong, que se suicidó al ser acusada falsamente de cómplice de los secuestradores.
- Cyrus Hardman  (estadounidense) era un policía que estaba enamorado de Susanne.

Después de analizar los testimonios de los viajeros y las pruebas, Poirot convoca a los doce sospechosos, monsieur Bouc y al doctor Constantine, sus compañeros de investigación, en el vagón-restaurante y da dos posibles explicaciones del asesinato de Ratchett.
La primera explicación es que un extraño –un gánster enemigo de Ratchett– subió al tren en Vinkovci, la última parada, asesinó a Ratchett por razones desconocidas y escapó sin ser visto. El crimen ocurrió una hora antes de lo que todo el mundo pensó, ya que Ratchett y algunas personas más no se dieron cuenta de que el tren había entrado en otro huso horario. Los otros ruidos oídos por Poirot esa noche no tienen relación con el asesinato. Sin embargo, el doctor Constantine dice que Poirot debe ser consciente de que eso no explica todas las circunstancias del caso.
La segunda explicación es más compleja e impactante: todos los sospechosos son culpables. Las primeras sospechas de Poirot se deben a que en el tren hay pasajeros de diversas nacionalidades europeas, lo que, según Poirot, solo puede ocurrir en los Estados Unidos, donde pueden reunirse personas procedentes de distintas nacionalidades y clases sociales. El crimen no puede haber ocurrido de otra forma, dadas las pistas. Poirot revela que todos los pasajeros eran familiares, sirvientes o amigos de la familia Armstrong, o tuvieron relación con el caso. Todos quedaron profundamente afectados por la muerte de Daisy y sus consecuencias. Decidieron ser ellos mismos los verdugos de Cassetti para vengar un crimen que la ley no pudo castigar.
Cada sospechoso dio una puñalada a Ratchett, por lo que no se sabe quién le dio la puñalada que le mató. Doce de los conspiradores participaron como un jurado de doce personas, con el conde Andrenyi actuando en lugar de su esposa, ya que ella, al ser la tía de Daisy, hubiera sido la principal sospechosa. Una litera fue reservada con un nombre ficticio –Harris– por lo que solo la víctima y los conspiradores estarían a bordo, pero el compartimento de al lado del de Ratchett estaba reservado para un director de la Compañía.
El inesperado bloqueo del tren debido a la nieve y la inesperada presencia de Poirot causaron complicaciones a los conspiradores, que hicieron que algunas pistas importantes fuesen descuidadas. Mientras Poirot revela los detalles de la elaborada trama, algunos sospechosos comienzan a llorar. Mrs. Hubbard confiesa que la segunda explicación es la correcta.
Poirot entonces pide a monsieur Bouc que escoja una de las dos explicaciones y él decide que la primera explicación es la que deben dar a la policía. Por compasión hacia la familia Armstrong, Poirot y el doctor Constantine aceptan. Con su labor concluida, Poirot anuncia que tiene "el honor de retirarse del caso".

### Plano del vagón
Compartimentos de primera clase (1 persona)
     Compartimentos de segunda clase (2 personas)
     Compartimento donde se produce el crimen (1 persona)
| PASILLO       |                   |                       |                          |                       |                         |                 |                    |                    |                                     |                            |                         |                                           |                   |
| Pierre Michel | 16. Cyrus Hardman | 15. Coronel Arbuthnot | 14. Princesa Dragomiroff | 13. Conde R. Andrenyi | 12. Condesa H. Andrenyi | 3. Mrs. Hubbard | 2. Samuel Ratchett | 1. Hércules Poirot | 10. Greta Ohlsson 11. Mary Debenham | 8. Hildegarde Schmidt 9. — | 6. Héctor MacQueen 7. — | 4. Edward Masterman 5. Antonio Foscarelli | Vagón restaurante |

## Personajes
La víctima:
- Ratchett, un hombre peligroso que aparenta ser poco interesante pero que posee un oscuro secreto (verdadero nombre: John Cassetti, un mafioso, secuestrador y asesino de la niña, Daisy Armstrong).

Los sospechosos:
- Hector Willard MacQueen, un joven estadounidense, alto y apuesto, intérprete y secretario de la víctima, indignado por la identidad secreta de Ratchett.
- Edward Henry Masterman, el criado británico de la víctima.
- Pierre Michel, un encargado del tren, francés, educado y honesto.
- Mary Hermione Debenham, una joven mujer británica, alta y de pelo oscuro, que era institutriz en Bagdad.
- Coronel Arbuthnot, un oficial del ejército británico que regresa desde la India.
- Princesa Natalia Dragomiroff, una dama rusa, anciana, majestuosa y poco atractiva.
- Hildegarde Schmidt, una mujer alemana de mediana edad, doncella de la princesa.
- Conde Rudolph Andrenyi, un diplomático húngaro con modales y vestimenta ingleses, que viaja a Francia.
- Condesa Helena Andrenyi, la joven y delicada esposa del conde Andrenyi.
- Greta Ohlsson, una enfermera solterona sueca rubia de mediana edad, misionera, quien regresa a su casa de unas vacaciones.
- Sra. Caroline Martha Hubbard, una mujer estadounidense madura y locuaz, que regresa de una visita a su hija, una profesora en Bagdad.
- Antonio Foscarelli, un hombre de negocios italiano, dice ser representante de Ford.
- Cyrus Bethman Hardman, dice ser un mecanógrafo de Texas sociable, que en realidad es un detective privado.

Los investigadores:
- Hércules Poirot: famoso detective belga, que regresa a Inglaterra tras resolver un caso en Palestina.
- Monsieur Bouc: director de la Compagnie Internationale des Wagons-Lits, viejo amigo de Poirot.
- Dr. Constantine: médico griego, viaja en el vagón de monsieur Bouc.

## Importancia literaria y recepción
El Times Literary Supplement del 11 de enero de 1934 resumió el argumento y concluyó que "Las pequeñas células grises resolvieron una vez más lo que aparentemente era irresoluble. La Sra. Christie hace un cuento improbable muy real y mantiene a sus lectores intrigados hasta el final".
En The New York Times Book Review del 4 de marzo de 1934, Isaac Anderson terminó su crítica diciendo que "Los aciertos del gran detective belga son más que astutos; son positivamente milagrosos. Aunque si bien el argumento del asesinato y su resolución parecen imposibles, Agatha Christie ha contribuido para hacerlos convincentes para su tiempo; ¿puede un adicto a las novelas de misterio pedir más que eso?"
La crítica en The Guardian del 12 de enero de 1934 declaró que el asesinato podría haber sido "perfecto" si Poirot no hubiese estado en el tren o si no hubiese oído una conversación entre Miss Debenham y el coronel Arbuthnot antes de subir al tren, pero que, sin embargo, "'Las pequeñas células grises' habían trabajado admirablemente, y la solución había sorprendido a su dueño tanto como al lector, ya que el secreto estaba bien guardado y había sido revelado formidablemente por la Sra. Christie".
Robert Barnard dijo que la novela fue "la mejor de las historias de trenes. El Orient Express, cubierto de nieve en Yugoslavia, proporciona el decorado ideal para una novela de misterio, y la excusa perfecta para un grupo de pasajeros internacionales. Contiene mi línea favorita de todo el trabajo de Christie: 'Pobre criatura, es sueca'. La solución se oculta impecablemente, y usa inteligentemente el alfabeto cirílico. La solución hizo entrar en ira a Raymond Chandler, pero no molestaría a nadie que no insistiese en hacer las historias de detectives exactamente iguales a las reales".
En 1995, la Mystery Writers of America la incluyó en su lista de las cien mejores novelas de misterio de todos los tiempos.